# Ricardo Rojas

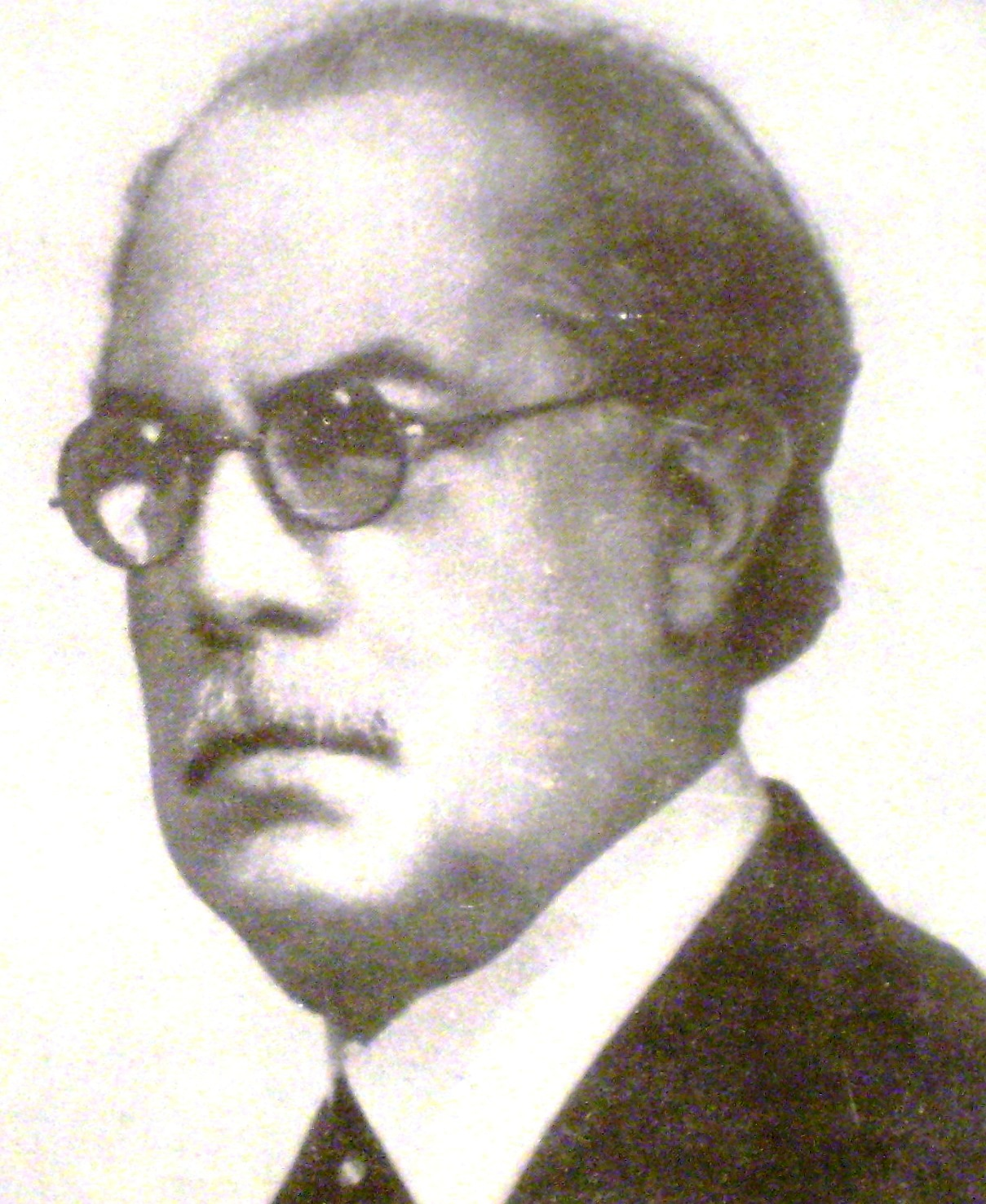
Ricardo Rojas

Ricardo Rojas (* 16. September 1882 in San Miguel de Tucumán, Argentinien; † 29. Juli 1957 in Buenos Aires) war ein argentinischer Schriftsteller, Essayist, Bildungspolitiker und Pädagoge.
Von 1926 bis 1930 war Rojas Rektor der Universidad de Buenos Aires. Heute ist ihm zu Ehren ein Kulturzentrum an der Universität nach ihm benannt. Rojas gehört der sogenannten Generación del Centenario in Argentinien an. Eines seiner bekanntesten und meist diskutierten Werke war La restauración nacionalista von 1909. 1953 war er für den Literaturnobelpreis vorgeschlagen. Sein Werk El santo de la espada über das Leben des argentinischen Unabhängigkeitshelden José de San Martín wurde 1970 von Leopoldo Torre Nilsson verfilmt. 1945 wurde er mit dem Gran Premio de Honor de la Sociedad Argentina de Escritores ausgezeichnet.
Sein Todestag wurde von der argentinischen Regierung zum Día de la Cultura Nacional erhoben.

## Werke
| - Victoria del Hombre (1903) - El país de la Selva (1907) - Cartas de Europa (1908) - El Alma Española (1908) - Cosmópolis (1908) - La Restauración Nacionalista (1909) - Bibliografía de Sarmiento (1911) - Los Lises del Blasón (1911) - Blasón de Plata (1912) - Archivo Capitular de Jujuy (1913/1944) - La Universidad de Tucumán (1915) - La Argentinidad (1916) - Poesías de Cervantes (1916) - Historia de la literatura argentina, 8 Bände. - Los Arquetipos (1922) - Poesías (1923) - Facultad de Filosofía y Letras (1924) - Discursos (1924) - Eurindia (1924) - La Guerra de las Naciones (1924) - Las Provincias (1927) | - El Cristo Invisible (1927) - Elelín (1929) - Discursos del Rector (1930) - Silabario de la Decoración Americana (1930) - La Historia de las Escuelas (1930) - Memoria del Rector (1930) - El Radicalismo de Mañana (1932) - El Santo de la Espada (1933) - Cervantes (1935) - Retablo Español (1938) - Un Titán de los Andes (1939) - Ollantay (1939) - El Pensamiento vivo de Sarmiento (1941) - Archipiélago (1942) - La Salamanca (1943) - El Profeta de la Pampa (1945) - La Entrevista de Guayaquil (1947) - La Victoria del Hombre y otros cantos (1951) - Ensayo de crítica histórica sobre Episodios de la vida internacional Argentina (1951) - Oda Latina (1954) |